# Silvia Annicchiarico
Silvia Annicchiarico (Milano, 25 novembre 1947) è un'attrice, conduttrice radiofonica e cantante italiana.

## Biografia
Dopo aver conseguito la maturità linguistica, ha iniziato la sua carriera artistica nel gruppo I 4 + 4 di Nora Orlandi ed ha in seguito collaborato come vocalist con altri artisti, come Mina, Lucio Battisti e Giorgio Gaber, Luciano Tajoli, Enzo Jannacci, Ornella Vanoni, Nikka Costa, Al Bano e Romina Power. 
È approdata in tv nella trasmissione di Renzo Arbore L'altra domenica dal 1976 al 1979 per interpretarvi il ruolo dell'inviata. Il suo momento di maggior popolarità è stato nel 1985 grazie alla sua partecipazione al programma di Renzo Arbore Quelli della notte in cui si esibiva come solista nell'acuto "mi fai dir sempre sì" della sigla. Con Arbore ha lavorato anche nel cinema, nel 1980, facendosi da lui dirigere nel film Il pap'occhio. In seguito è apparsa in altri film.
Nel 2001 e nel 2003 ha interpretato la dottoressa Ersilia Visconti nella soap opera Incantesimo, con Paolo Malco. 
Nella sua carriera radiofonica, dopo aver condotto dal 2006 per un anno e mezzo su RTL 102.5, con Angelo Di Benedetto, Tre-sei (in onda nel fine settimana tra le 3 e le 6), da settembre 2007 è passata a condurre Protagonisti (dal lunedì al giovedì dalle 19 alle 21) e da gennaio 2008 è stata nel cast del programma del mattino La famiglia su RTL 102.5. Ha poi condotto dal 2008 fino al settembre 2023 il programma Ma la notte no, con Nino Mazzarino, in onda nel fine settimana notturno. Passata per poche settimane alla conduzione sull'emittente digitale RTL 102.5 Best, ha abbandonato il gruppo RTL nel successivo mese di ottobre:  a gennaio 2024 ha dichiarato di essere stata licenziata perché ritenuta "troppo vecchia"

## Filmografia

### Cinema
- Luna di miele in tre, regia di Carlo Vanzina (1976)
- SuperAndy - Il fratello brutto di Superman, regia di Paolo Bianchini (1979)
- Il pap'occhio, regia di Renzo Arbore (1980)
- Tutta colpa del paradiso, regia di Francesco Nuti (1985)
- 7 chili in 7 giorni, regia di Luca Verdone (1986)
- 32 dicembre, regia di Luciano De Crescenzo (1988)
- Ödipussi, regia di Vicco von Bülow (1988)
- Mia moglie è una bestia, regia di Castellano e Pipolo (1988)
- Delitti e profumi, regia di Vittorio De Sisti (1988)
- Fantozzi alla riscossa, regia di Neri Parenti (1990)
- Anni 90, regia di Enrico Oldoini (1992)
- Croce e delizia, regia di Luciano De Crescenzo (1995)
- Festival, regia di Pupi Avati (1996)
- Svitati, regia di Ezio Greggio (1999)
- Eccezzziunale veramente - Capitolo secondo... me, regia di Carlo Vanzina (2006)

### Televisione
- Cinecittà Cinecittà, regia di Vittorio De Sisti - miniserie TV (Rai 2, 1985)
- Colletti bianchi – serie TV (1988)
- Nonno Felice – serie TV, episodio 1x07 (1993)
- Amico mio – serie TV, episodio 1x07 (1993)
- Don Matteo – serie TV, episodio 4x04 (2004)
- La stagione dei delitti – serie TV, episodio 1x01 (2004)
- Il Grande Torino, regia di Claudio Bonivento – miniserie TV (2005)
- Il cielo può attendere, regia di Bruno Gaburro – film TV (2005)
- Find Me a Man – serie TV (2006)

## Discografia parziale

### Singoli
- 1977 – Mugghi/I dinosauri (Baby Records, BR 051)
- 1979 – He's too young to fly/Bbuono, no' bbuono (Compagnia Generale del Disco, 10170) con Andy Luotto
- 1986 – La canottiera/Jolanda (CBS)